# Panasonic Lumix DC-S9
Die Panasonic Lumix DC-S9 ist eine spiegellose, digitale Systemkamera (DSLM) mit Vollformat-Bildsensor und L-Bajonett von Panasonic. Sie erschien im Mai 2024.
Die Technik entspricht im Wesentlichen der der Panasonic Lumix DC-S5II. Der Sucher ist jedoch entfallen, die S9 besitzt nur ein klapp- und schwenkbares Display. Der mechanische Verschluss entfiel ebenfalls.
Die S9 besitzt eine Open Gate Funktion, mit der Videos in die sog. Lumix Lab App übertragen und dort in ein passendes Format für verschiedene Social-Media-Plattformen gewandelt werden können. Diese App erlaubt es auch, LUTs auf Fotos anzuwenden. LUTs können in der App erstellt und gespeichert werden. LUTs können auch in die Kamera geladen und direkt angewendet werden.